# Rio Shelon
Shelón (russo Шелонь, se pronuncia Chelõe) é um rio que banha a Oblast de Novgorod e a Oblast de Pskov. Às suas margens ficam as cidades Porkhov, Soltsy e também as localidades Dedovitschi e Shimsk.
As suas afluxos mais grandes são Mshaga, Sitnya, Kaloshka, Lemenka, Polonka, Belka etc.
Na bacia do rio há muitos mananciais minerais.

## Descrição
O Shelon nasce entre os grandes pântanos da Oblast de Pskov, na sua fronteira com a de Novgorod, ao sudeste da localidade Dedovitschi. Perto de Porkhov as margens elevam-se e vestem-se de bosques de pinheiro aumentando-se a altura de 30 aos 70 metros.
Desemboca no lago Ilmen formando delta com uma área de 10 km².